# Búpalo de Quíos

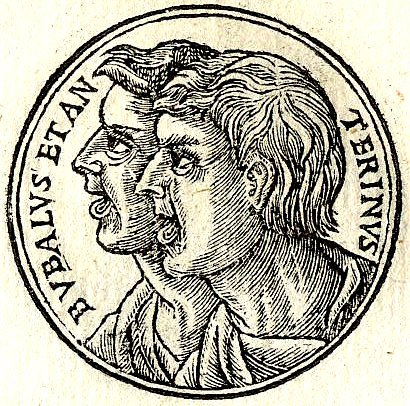
Búpalo y Atenea eran hijos de Arquero y miembros de la célebre escuela de escultura en mármol que floreció en Quíos en el siglo VI a. C.

Búpalo de Quíos fue un escultor griego del siglo VI a. C. Sólo se conoce su obra a través de fuentes de la literatura clásica. Según esta, trabajó ejemplarmente junto a su hermano en Delos en una estatua de Artemisa y en Esmirna acabó solo la estatua de la diosa del destino Tije. Sus obras estaban muy bien consideradas 500 años después, ya que se encontraban en el Monte Palatino de Roma y fueron singularmente apreciadas por Augusto.